# Södertälje pedagogi
Södertälje pedagogi var en skola, pedagogi, i Södertälje som verkade från åtminstone 1867 till 1905.
År 1860 omtalas skolan som en tvåklassig pedagogi i en ny skolbyggnad från 1842. År 1877 är skolan en tvåklassig pedagogi bildad åtminstone 1867och 1888 en pedagogi med 56 elever .
Pedagogin som inte blev lägre allmänt läroverk 1878 lades ner 1905 då den ombildades till en statlig samskola som senare blev Södertälje högre allmänna läroverk.